# Jørn Grauengaard
Jørn Grauengaard (* 28. September 1921 in Kopenhagen; † 4. Januar 1988 ebendort) war ein dänischer Jazz- und Unterhaltungsmusiker (Gitarre, Orchesterleitung) und Filmkomponist.
Grauengaard war ab 1941 Mitglied des Quintetts von Børge Roger Henrichsen und mit diesem auch an Aufnahmen von Henry Hagemann beteiligt. Später war er der Organisator und Orchesterdirigent der Odeon-Aufnahmen der Four Jacks und später von Otto Brandenburg. Seine eigenen Gruppen wie Jørn Grauengaards Orkester fungierten von Ende der 1950er bis Mitte der 1970er Jahre auch als Konzert- und Studiobegleitbands für verschiedene dänische Popkünstler wie Lis Bjørnholt oder Nina & Frederik. Er ist auch auf Aufnahmen von Leo Mathisen, Svend Asmussen & Stéphane Grappelli, Rolf Billberg und Julien-François Zbinden zu hören. Tom Lord verzeichnet 55 Aufnahmen zwischen 1941 und 1974. Er verfasste auch die Musik für mehrere Filme. Weiterhin schrieb er Filmmusiken, so 1957 für den Spielfilm Für zwei Groschen Zärtlichkeit und 1966 (mit Ib Glindemann) für Zieh’ dich an, Komtesse.
Seine letzten Arbeitsjahre war Grauengaard für die Musikbibliothek von Danmarks Radio tätig. Er hat zudem mehrere Lehrbücher zum Gitarrenspiel veröffentlicht.